# Selencasta minuscula
Selencasta minuscula is een hooiwagen uit de familie Assamiidae.